# Jörgen Zoega
Jörgen Zoega, en français Georges Zoéga (1755-1809), est un archéologue, égyptologue danois.

## Biographie
Né à Daler près de Tønder dans la péninsule du Jutland, Jörgen Zoega voyage en tant que gouverneur d'un jeune gentilhomme. Il est ensuite chargé par le ministre Ove Høegh-Guldberg de classer les médailles existant à Copenhague, puis fait, aux frais du roi, un voyage numismatique, ce qui lui permait de visiter dans ce but Vienne et Rome.
Il se marie dans cette dernière ville et abjure le luthéranisme. Il reçoit du pape Pie VI la mission d'interpréter les hiéroglyphes des obélisques qui se trouvent à Rome et reçoit en 1802 le titre de professeur à l'université de Kiel, tout en restant à Rome comme agent du roi de Danemark.

## Œuvres
De ses écrits, on connaît de lui :
- Nummi aegyptii imperatorii (Rome, 1787) ;
- un traité De usu et origine obeliscorum (Rome, 1797-1800), où il prouve que l'Écriture hiéroglyphique égyptienne fut employée jusqu'à la chute du paganisme ;
- Bassirilievi antichi di Roma (2 volumes, Rome, 1808) ;
- le Catalogus codicum copticorum manuscriptorum, qui in musco Borgiano Velitris adservantu (Rome, 1810) ;
- divers traités classiques sur l'archéologie, traduits en allemand et publiés par  Friedrich Gottlieb Welcker sous le titre Georg Zoegas Abhandlungen (Göttingen, 1817).

## Sources
- Marie-Nicolas Bouillet  et Alexis Chassang (dir.), « George Zoéga » dans Dictionnaire universel d’histoire et de géographie, 1878 (lire sur Wikisource)